# Isokyrö
Isokyrö este o comună din Finlanda.